# Timothy Patrick Murphy
Timothy Patrick Murphy (Hartford, 3 novembre 1959 – Sherman Oaks, 6 dicembre 1988) è stato un attore statunitense.
Apparve nella soap opera Aspettando il domani (Search for Tomorrow) e interpretò il ruolo di Mickey Trotter nella serie tv Dallas durante la sesta (1982-83) e la settima stagione (1983-84).  
Morì di AIDS nel 1988.